# Gornji Davidovići
Gornji Davidovići so naselje v občini Bileća, Bosna in Hercegovina. 

## Deli naselja
Barakovina, Ebibovina, Gornji Davidovići, Keljevina in Riječ Do. 

## Prebivalstvo
| Pregled števila prebivalcev po letih | Pregled števila prebivalcev po letih | Pregled števila prebivalcev po letih | Pregled števila prebivalcev po letih | Pregled števila prebivalcev po letih | Pregled števila prebivalcev po letih |
| ------------------------------------ | ------------------------------------ | ------------------------------------ | ------------------------------------ | ------------------------------------ | ------------------------------------ |
| 1948                                 | 1953                                 | 1961                                 | 1971                                 | 1981                                 | 1991                                 |
| -                                    | -                                    | -                                    | 105                                  | 42                                   | 27                                   |

| Narodna sestava prebivalstva po letih                                                                                    | Narodna sestava prebivalstva po letih                                                                                    | Narodna sestava prebivalstva po letih                                                                                     |
| --- | --- | --- |
| 1971 | 1981 | 1991 |
| . skupaj: 105 Srbi 105 (100 %) Hrvati 0 (0,00 %) Muslimani 0 (0,00 %) Jugoslovani 0 (0,00 %) drugi in neznano 0 (0,00 %) | . skupaj: 42 Srbi 41 (97,61 %) Hrvati 0 (0,00 %) Muslimani 0 (0,00 %) Jugoslovani 0 (0,00 %) drugi in neznano 1 (2,38 %) | . skupaj: 27 Srbi 23 (85,18 %) Hrvati 0 (0,00 %) Muslimani 0 (0,00 %) Jugoslovani 4 (14,81 %) drugi in neznano 0 (0,00 %) |